# 1-Metilnicotinamida
1-Metilnicotinamida (1-MNA) – derivado metílico de la nicotinamida (niacina, vitamina B3). Es una sustancia endógena producida en el hígado durante el metabolismo de la nicotinamida. Participa en la ruta de recuperación de la nicotinamida en la vía metabólica de la NAD+ (nicotinamida adenina dinucleótido), gracias a lo cual interviene en la optimización del nivel de NAD+.

## Presencia
La mayor concentración natural de 1-MNA se encuentra en las algas pardas wakame (Undaria pinnatifida - 3,2 mg/100 g de algas secas) y en las hojas de té verde (3 mg/100 g de producto). Otros productos con una gran concentración natural de 1-MNA son el apio (1,6 mg/100 g de producto), las setas negras chinas llamadas shiitake (1,3 mg/100 g de setas) y la soja fermentada natto (1,0 mg/100 g de producto).

## Biosíntesis
La 1-metilnicotinamida es sintetizada principalmente en el hígado por la vía de una reacción enzimática catalizada por la nicotinamida N-metiltransferasa (NNMT). Esta reacción se produce durante el metabolismo de la NAD+.
La NNMT también puede encontrarse en el tejido cerebral, el tejido adiposo, el tejido muscular, los riñones, la piel.

## Funciones en el organismo
Los estudios científicos muestran numerosas propiedades terapéuticas y beneficiosas para la salud de la 1-MNA, entre otras, una acción vasoprotectora, anticoagulante, contra la aterosclerosis, antinflamatoria, neuroprotectora y que mejoran la eficiencia del organismo.
Acción vasoprotectora
La 1-metilnicotinamida, mediante su acción sobre el endotelio, tiene una influencia positiva sobre los vasos sanguíneos. Mejora la biodisponibilidad del monóxido de nitrógeno (NO), clave para la relajación de los vasos, y regula la actividad de la síntasa endotelial del monóxido de nitrógeno (eNOS) – la enzima responsable de la síntesis del NO.
Esta actuación se ha demostrado en estudios in vivo e in vitro. La 1-MNA administrada por vía oral a personas adultas con hipercolesterolemią aumenta el diámetro de la arteria braquial (medida FMD) y estimula la secreción de monóxido de nitrógeno por las células del endotelio humano.
Además, la 1-MNA, en el caso de un funcionamiento alterado de los vasos (hipertrigliceridemia o diabetes), restableció la correcta relajación de los vasos dependiente del monóxido de nitrógeno.
La 1-MNA, al incrementar la biodisponibilidad del NO, puede actuar contra las disfunciones del endotelio, ayudar a su regeneración y mejorar el funcionamiento de los vasos en caso de riesgo cardiovascular.
Acción anticoagulante
Las propiedades anticoagulantes de la 1-metilnicotinamida se deben a su capacidad para estimular las células del endotelio. La 1-metilnicotinamida es un activador endógeno de la síntesis de la prostaciclina (PGI2) por una vía dependiente de la ciclooxigenasa 2 (COX-2). La prostaciclina endógena (PGI2) es responsable, por ejemplo, de la acción anticoagulante y contra la aterosclerosis. Su deficiencia provoca una agregación incrementada de las plaquetas y la formación de coágulos en las arterias. 
Acción contra la aterosclerosis y antiinflamatoria
La 1-MNA muestra una acción contra la aterosclerosis y antiinflamatoria. Esto está relacionado con una mejora de la función secretora del endotelio dependiente de la prostaciclina y el monóxido de nitrógeno, una inhibición de la activación de las plaquetas, una limitación de los estados inflamatorios en la placa de ateroma, una inhibición de los estados inflamatorios del organismo y una reducción del nivel de TNF-α.
La acción antiinflamatoria de la 1-MNA demostrada en numerosos estudios se debe a su capacidad para estimular la secreción endógena de PGI2 y a su influencia en la reducción del nivel de IL-4 y TNF-α. La acción antiinflamatoria de la 1-MNA está relacionada con los mecanismos endoteliales y no con una influencia directa sobre las funciones de las células inmunitarias, gracias a lo cual no debilita la respuesta del organismo
Optimización de NAD+
La 1-metilnicotinamida es un inhibidor de la nicotinamida N-metiltransferasa (NNMT). Al inhibir la actividad de la NNMT influye en la regulación de la biosíntesis de la NAD+ (nicotina
mida adenina dinucleótido) a través de la denominada ruta de recuperación de la nicotinamida, que es la principal vía de síntesis de NAD+ en los mamíferos. La 1-MNA, al intervenir en la ruta de recuperación de la nicotinamida, optimiza el nivel de NAD+.
Influencia sobre SIRT1
La 1-MNA aumenta la expresión de los genes que codifican la sirtuina 1 (SIRT1) e influye en su estabilización. SIRT1 es una enzima relacionada con la longevidad. Se ha observado la influencia de la 1-MNA sobre la vitalidad y la duración de la vida de organismos modelo y la relación de la 1-MNA con la SIRT1.
Acción neuroprotectora
Las experiencias en ratas con diabetes han demostrado que la 1-metilnicotinamida tiene una influencia positiva sobre las lesiones degenerativas en el cerebro, gracias a lo cual se puede mantener durante más tiempo la eficiencia cognitiva.
La 1-MNA evita los comportamientos depresivos, alcanzando una eficacia comparable a la acción de un medicamento antidepresivo genérico (fluoxetina). Esta acción de la 1-MNA probablemente se deba a la limitación de la encefalitis presente en el estado depresivo, la limitación de las citoquinas proinflamatorias (IL-6, TNF-α) y a un incremento de la expresión de la proteína BDNF (factor neurotrófico derivado del cerebro, proteína que ayuda a la supervivencia de las neuronas existentes y que estimula el crecimiento y la diferenciación de nuevas neuronas y sinapsis).
La acción neuroprotectora de la 1-metilnicotinamida se debe a su capacidad de protección frente a determinadas neurotoxinas, frente a la influencia tóxica de las placas de péptidos (Aβ) que se depositan en el cerebro, la acción que inhibe la respuesta neuroinflamatoria y la apoptosis de las células nerviosas. La 1-MNA influye positivamente en la mejora de los déficits de memoria y las funciones cognitivas. La 1-MNA puede ser una nueva estrategia en el caso de problemas con la memoria, el aprendizaje y otros trastornos neurodegenerativos
Influencia sobre la eficiencia del organismo
La 1-metilnicotinamida actúa como miocina, ayudando al organismo a aprovechar los aminoácidos para la gluconeogénesis en el hígado y estimulando la lipolisis en el tejido adiposo, que suministra energía a los músculos. La suplementación (el empleo) de 1-MNA mejora la tolerancia al esfuerzo y reduce el cansancio. Tras un mes de suplementación (empleo) de 1-MNA en pacientes tras la COVID-19 se observó una mejora de la distancia obtenida en un test de 6 minutos (6MWT). La mejora en el resultado del test se observó en el 92 % de las personas que empleaban 1-MNA y muchas de ellas también indicaron una reducción del cansancio. La mejora de la distancia en las personas que empleaban 1-MNA fue 3 veces mayor que en el grupo de control.
Otros estudios han vuelto a mostrar la capacidad de la 1-MNA para mejorar la eficiencia de esfuerzo del organismo. Esta acción está relacionada con la estimulación de la liberación de PGI2, que además protege la microcirculación coronaria, pulmonar y periférica mediante la formación de microagregaciones de plaquetas e influye en la debida irrigación de los tejidos musculares. Gracias a este mecanismo la 1-MNA puede proteger frente al riesgo cardiovascular provocado por el esfuerzo físico, especialmente en el caso de una respuesta deficiente del endotelio.

## Comercialización
La 1-metilnicotinamida ha sido admitida para su uso en la alimentación en forma de cloruro de 1-metilnicotinamida.
El proceso de solicitud y registro del cloruro de 1-MNA como nuevo alimento en el territorio de la Unión Europea fue realizado con éxito por la empresa Pharmena SA. En el año 2017 se publicó la opinión de la Autoridad Europea de Seguridad Alimentaria (EFSA) que confirmaba la seguridad del uso del cloruro de 1-MNA en los alimentos (complementos alimenticios). Sobre la base de la opinión positiva de la EFSA, en 2018 la Comisión Europea autorizó mediante el Reglamento de Ejecución (EU) 2018/1123 la introducción del cloruro de 1-MNA como nuevo alimento en el segmento de los complementos alimenticios y concedió a la empresa PHARMENA SA el derecho de protección de los datos de solicitud.

## Seguridad
La seguridad del cloruro de 1-MNA ha sido evaluada en detalle por la Autoridad Europea de Seguridad Alimentaria (EFSA). La evaluación científica llevada a cabo demostró que el uso de la 1-MNA es seguro. [enlace]
El cloruro de 1-MNA disponible en los alimentos debe cumplir los parámetros cualitativos definidos en el Reglamento de Ejecución de la Comisión (UE) 2018/1123.